# Syndrome du canal carpien
Pour les articles homonymes, voir CTS.
 Mise en garde médicale
Le syndrome du canal carpien (en anglais, carpal tunnel syndrome ou CTS) est un ensemble de signes fonctionnels et physiques lié à la souffrance du nerf médian au niveau du poignet par sa compression (par élévation de la pression au sein du canal carpien).
Ce syndrome peut résulter de nombreuses maladies, affections, accidents et sollicitation permanente du poignet comme les secteurs professionnels du nettoyage, de la restauration, de la manutention.
Le sujet atteint ressent un engourdissement (hypoesthésie), une dysesthésie, une paresthésie (fourmillements) des doigts « médians », une douleur de la main irradiant au bras et un déficit moteur, avant tout, des antépulseurs de la colonne du pouce.

Coupe du canal carpien (vue distale du poignet gauche, paume vers le haut).

## Anatomie du canal carpien: rapports du nerf médian
Le canal carpien est la zone de transition entre l'avant-bras et la main. Il est situé dans le talon de la main. Il forme un défilé ostéofibreux inextensible, plus étroit à ce niveau qu'à l'avant-bras ou la main.
Cette zone représente une arche, délimitée par la deuxième rangée des os du carpe (entre l’hamulus de l’hamatum et le trapèze) et fermée à la face ventrale par le ligament annulaire antérieur du carpe (également appelé retinaculum des fléchisseurs).
À l'intérieur de cette structure circulent les tendons fléchisseurs des doigts (les extrinsèques de la main : long fléchisseur du pouce et huit tendons fléchisseurs superficiels et profond des quatre doigts longs) et le nerf médian. L'artère et le nerf ulnaire (cubital) cheminent dans une loge indépendante située sur le bord interne : la loge de Guyon. Le fléchisseur radial du carpe (FRC) a sa propre loge, à l'intérieur de la concavité du trapèze.
Lorsqu'il existe un œdème ou une atteinte inflammatoire de la gaine des muscles fléchisseurs (synovites), il en résulte une augmentation de la pression intracanalaire entraînant une compression du nerf médian, responsable du syndrome. Cette compression peut entraîner jusqu'à la lésion irréversible du nerf.

## Épidémiologie
L'incidence annuelle aux États-Unis est d'un peu plus de 400 cas pour 100 000 habitants, dont un tiers se fait opérer. Il atteint deux fois plus la femme et survient à un âge plus avancé chez l'homme. Plus de la moitié des cas sont bilatéraux. La prévalence du syndrome tend à augmenter. Il représente près de 90 % des causes de compression basse du nerf médian.
Il s'agit de l'atteinte la plus répandue en France en médecine du travail parmi les troubles musculosquelettiques. La compression du nerf médian passerait à la chronicité (arrêts de travail en série...) avec handicap avéré dans 5 à 10 % des cas.

## Causes et facteurs favorisants
Le syndrome du canal carpien a pour origine une compression du nerf médian dans un canal inextensible, constitué par les os du carpe en arrière et par le ligament annulaire antérieur du carpe en avant.
Il existe 2 mécanismes différents de compression :
- Par augmentation du volume des tendons (à la suite d'une sollicitation importante, gestes répétitifs, combinés à de la force, tractions et frottements des tendons trop importants). Quand ces structures s'enflamment, elles enflent (tendinites ou ténosynovites), elles compriment le nerf médian. Et plus elles frottent les unes contre les autres, plus le réflexe inflammatoire est entretenu.
- Par diminution du diamètre du canal carpien, quand la face antérieure du poignet est en appui sur une surface (sur le bord d'un bureau par exemple, ou lorsque des frappes régulières sont appliquées avec la paume de la main), ou quand le poignet est en hyper-extension : certains os du carpe vont glisser vers l'avant comme l'hamatum couplé au fait que le ligament annulaire se tend faisant comme la corde d'un arc, diminuant ainsi le diamètre du canal, et comprimant le nerf médian et les tendons sur les os du carpe.

Il existe en théorie de multiples facteurs favorisants connus et décrits mais relativement rares : anomalies osseuses saillant dans le canal, modifications hormonales chez la femme, dialyse rénale, obésité (surtout chez le patient jeune), etc. Il semble exister également une prédisposition génétique.
Ce syndrome se rencontre plus souvent chez les femmes, ou tout du moins chez les sujets à poignet mince au regard de la longueur de la main.
Le syndrome est plus fréquent en cas de diabète, d'hypothyroïdie, de myélome ou de sarcoïdose. La grossesse peut être un facteur favorisant.
Des éléments faisant partie de l'environnement de travail peuvent aussi expliquer l'apparition de ce syndrome. Cependant, aucun lien n'a pu être mis en évidence entre ce syndrome et l'usage intensif du clavier et de la souris,.
Une artère médiane persistante (vestige embryonnaire - AMP) est parfois reliée à un syndrome du canal carpien,.

## Diagnostic

### Symptômes
Les symptômes siègent sur la totalité ou sur une partie seulement du territoire anatomique du nerf médian. Ils prédominent sur la face palmaire des trois premiers doigts et sont parfois décrits par les malades comme atteignant toute la main. Le syndrome du canal carpien se présente de manière bilatérale dans plus de la moitié des cas.
Le syndrome s'exprime par des picotements, des engourdissements, des fourmillements ou des décharges électriques dans les doigts. Il oblige le malade à mobiliser sa main. Le malade dit souvent que sa main lui paraît gonflée, engourdie, endormie, morte, que sa circulation semble arrêtée, qu'il se sent maladroit. Il existe une faiblesse de la pince pouce-index, une diminution de la masse musculaire (amyotrophie) de l'éminence thénar (sous le pouce), une sensation de doigts boudinés. L'apparition est habituellement progressive et la forme aiguë reste assez rare.
Typiquement, les douleurs sont nocturnes, réveillant le malade, l'obligeant à se lever (acroparesthésies nocturnes). Elles peuvent apparaître seulement au petit matin ou se répéter plusieurs fois dans la nuit. Dans la journée, les douleurs peuvent être déclenchées par certains mouvements ou par le maintien de position lors d'activités telles que téléphoner, lire le journal, conduire, tricoter… Des activités manuelles professionnelles ou de loisirs, exceptionnelles ou habituelles (tels que des jeux vidéo sur ordinateur), mais intenses, sont parfois à l'origine de l'apparition du syndrome.

### Examen clinique
L'examen clinique retrouve parfois des troubles vasomoteurs (acrocyanose ou doigts bleus, parfois accompagnés de douleurs dans le cadre d'un syndrome de Raynaud).
L'altération de la sensibilité de la main peut être détectée par un test de Weber.
L'examen de l'atteinte musculaire montre qu'il peut exister une perte du « O » parfait lors de l’opposition du pouce. La perte de la force musculaire peut être attestée au dynamomètre de Jamar. C'est surtout le déficit des antépulseurs de la colonne du pouce (antépulsion contrariée, mesurable) qui est très constant.
La percussion de la face antérieure du carpe peut provoquer des fourmillements (signe de Tinel), de même que l'hyperflexion du poignet (signe de Phalen). La compression du poignet avec un garrot peut provoquer l'apparition d'une douleur au bout de trente secondes.

### Examens complémentaires
L'électromyogramme (EMG), utilisé pour la première fois par Simpson en 1956 sert à confirmer l'atteinte du nerf médian et permettrait pour certains d'apprécier l'importance des lésions nerveuses. Il montre  une augmentation de la latence motrice et diminution de la conduction nerveuse. Un EMG normal permettrait, selon certains, quant à lui d'exclure de façon presque certaine une forme sévère de syndrome du canal carpien : ont été décrites en fait des formes sévères à examen électrique « normal ».
Sauf cas très particuliers, polyarthrite rhumatoïde, hémodialyse, ou luxation antérieure du semi-lunaire, la dépense pour une radio de routine est excessive.
La radiographie du poignet, selon l'incidence du canal carpien (main collée à la plaque, et avant-bras perpendiculaire), permettrait exceptionnellement d'en apprécier le mécanisme. Par contre, la comparaison de deux clichés de face montrerait volontiers du côté le plus atteint une déminéralisation (par défaut d'utilisation) dans des cas avérés..
Une très bonne échographie du tronc nerveux pourrait être intéressante dans la grande majorité des formes communes.
Les autres examens d'imagerie (scanner, imagerie par résonance magnétique) ne sont pas faits systématiquement, et cela, même en cas, notamment, d'échec d'une intervention chirurgicale (la libération a été en règle générale insuffisante : incision « trop » haute ou « trop » basse et « pas assez » longue), ou de formes atypiques (formes à l'effort ou compression extrinsèque).
Le bilan biologique ne montre rien de particulier. Il faut rechercher systématiquement un diabète, association non exceptionnelle et qui favorise une extension de la compression à la partie « haute » du ligament annulaire, source de « mauvais résultat » si méconnue.

## Diagnostic différentiel
Les plus courants sont les atteintes des racines nerveuses C6-C7, le syndrome de la traversée thoracobrachiale et les neuropathies périphériques, syndrome du rond pronateur, atteinte du nerf interosseux antérieur.

## Traitement
Il ne faut pas attendre les complications pour traiter. Quand il y a perte de la sensibilité digitale ou fonte musculaire, le nerf est en général sévèrement atteint. Dans les formes légères ou modérées un traitement médical, conservateur, peut être proposé. Dans les formes plus sévères la chirurgie est préférable. Les formes sévères surviennent le plus souvent chez les personnes âgées. Il peut y avoir toutefois des améliorations spontanées.
Les récidives ne sont pas rares après traitement médical, mais sont exceptionnelles après chirurgie.
La prise en charge du syndrome a fait l'objet de la publication de plusieurs recommandations. Celle de l'« American Academy of Orthopaedic Surgeons » datent de 2016, celles de « European HANDGUIDE Study » de 2014.

### Traitement médical
Les injections de dérivés cortisonés dans le canal (infiltrations) peuvent être efficaces pendant quelques semaines.
Dans les formes légères ou modérées, une orthèse de repos du poignet permet souvent de calmer les engourdissements. Elle peut être portée seulement la nuit. Cette amélioration des symptômes est moindre que celle procurée par les infiltrations.
Les médicaments associant diurétiques et anti-inflammatoires n'ont pas démontré de manière franche leur efficacité. Il est de même pour des techniques alternatives : laser, ultrasons ou yoga.
Dans tous les cas, il est licite d'essayer cette triade : arrêt du mouvement causal, repos (orthèse) et pharmacologie (anti-inflammatoire et diurétiques).
Les atteintes purement mécaniques sont souvent professionnelles et peuvent entraîner un changement d'affectation ou de poste de travail. Quand cela est possible, il est conseillé de réduire les micro-traumatismes répétés, en particulier l'exposition aux vibrations.

### Traitement chirurgical
Il est basé sur la section du rétinaculum et en dernier recours sur la neurolyse, permettant ainsi la libération du nerf médian des structures qui le compriment. La chirurgie, quelle que soit la technique, à ciel ouvert ou par endoscopie, donne de très bons résultats.
Certains canaux très serrés ne sont pas accessibles à l'endoscopie sans risque majeur : ce sont les indications opératoires indiscutables. Il consiste en la section du ligament annulaire antérieur du carpe. La technique endoscopique améliore le résultat dans les trois premières semaines mais il n'existe pas de différence significative dans les résultats à moyen et long terme. Il existe cependant un risque de lésion du nerf médian par voie endoscopique qu'il ne faut pas négliger.
Un repos prolongé est nécessaire avant la reprise d'un travail manuel exigeant. Une rééducation est utile (manipulation d'une balle en mousse). Les sujets opérés se plaignent parfois de quelques douleurs résiduelles, d'une légère perte de force de préhension.
Les suites post-opératoires sont généralement bonnes : une personne sur six a, cependant, des douleurs persistantes mais à des degrés divers. Il existe cependant des complications possibles : algodystrophie, infection (dans environ 1 % des cas), récidive. Plus rarement, une section d’un des rameaux nerveux destinés au pouce peut survenir.

## Divers
Les formes de syndrome du canal carpien d'origine professionnelle sont reconnues en France par le tableau de maladie professionnelle no 57 du régime général de la sécurité sociale dans le cadre des troubles musculosquelettiques.
À titre d'exemple, les maladies du membre supérieur de ce tableau 57 (regroupant épaule, coude et poignet) représentait 75 % des maladies professionnelles indemnisées en France en 2008 (source CNAMTS)[source insuffisante], c'est-à-dire 36 000 personnes indemnisées. Ce chiffre a doublé depuis l'an 2000.